# Conor Burns
Pour les articles homonymes, voir Burns.
Conor Burns, né le 24 septembre 1972 à Belfast (Irlande du Nord), est un homme politique britannique.
Membre du Parti conservateur, il est suspendu de son groupe parlementaire à la Chambre des communes en octobre 2022, à la suite d"allégations de comportement déplacé.

## Biographie
Élu député de la circonscription de Bournemouth Ouest aux élections générales de 2010, il est nommé secrétaire parlementaire privé du ministre d'État à l'Irlande du Nord, Hugo Swire, puis secrétaire parlementaire privé du secrétaire d'État pour l'Irlande du Nord, Owen Paterson.
En 2012, il démissionne du gouvernement en raison de son opposition à la réforme de la Chambre des lords, la House of Lords Reform Bill 2012 (en), proposée par le vice-Premier ministre Nick Clegg et finalement abandonnée.
En 2016, il revient au gouvernement en tant que secrétaire parlementaire privé auprès du secrétaire d'État aux Affaires, à l'Énergie et à la Stratégie industrielle, Greg Clark, puis secrétaire parlementaire privé auprès du secrétaire d'État des Affaires étrangères et du Commonwealth, Boris Johnson, de 2017 à 2018.
Il est par la suite trois fois ministre d'État, d'abord à la Politique commerciale de 2019 à 2020 et à nouveau brièvement en 2022, puis à l'Irlande du Nord de 2021 à 2022.
En 2022, il est suspendu du groupe conservateur à la Chambre des communes et perd ses fonctions au gouvernement à la suite d'allégations de comportement déplacé lors d'un événement du parti. Il se maintient en tant que député indépendant, dénonçant les allégations, le parti menant une enquête interne,.